# Juan de Dios Alfonso

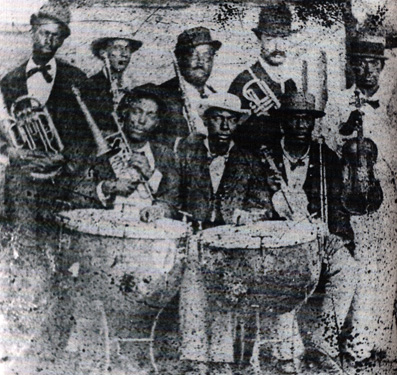
Fotografia da banda Flor de Cuba, cerca de 1870.

Juan de Dios Alfonso Armenteros (San José de las Lajas, 1825 - Guanabacoa, 29 de junho de 1877) foi um compositor cubano.
Foi líder da banda La Flor de Cuba, uma das mais importantes orquestras negras cubanas.